# 逢いたくて (松山千春の曲)
「逢いたくて」（あいたくて）は、松山千春が1997年5月10日にリリースした41枚目のシングル。

## 収録曲
| 全作詞・作曲: 松山千春。 |                                      |           |            |          |      |
| #                        | タイトル                             | 作詞      | 作曲・編曲 | 編曲     | 時間 |
| 1.                       | 「逢いたくて」                       | 松山千春  | 松山千春   | 飛澤宏元 | 4:39 |
| 2.                       | 「愛よ永遠に」                       | 松山千春  | 松山千春   | 夏目一朗 | 3:56 |
| 3.                       | 「逢いたくて」(オリジナル・カラオケ) | 松山千春  | 松山千春   |          | 4:38 |
| 合計時間:                | 合計時間:                            | 合計時間: | 13:13      |          |      |